# Kiesési valószínűség
A kiesési valószínűség egy adott technikai egység megbízhatóságának az egyik jellemző paramétere. Magyarul szokás még az angol elnevezés után egyszerűen FIT-rátának nevezni (angolul Failure rate, németül Ausfallrate). A  kiesési valószínűség a hibák időbeli előfordulásának valószínűségét írja le. Jele a lambda (λ), mértékegysége a FIT (Failure In Time), számszerűen 1 FIT  egy kiesést jelöl 109 óránként. A  kiesési valószínűséggel fordítottan arányos a meghibásodások közt átlagosan eltelt idő (angolul  mean time between failures, MBTF).

## Előfordulása
Az eseményidő-elemzésben szereplő kiesési valószínűség a statisztikai elemzésekben szintén leggyakrabban veszélyességi arányként (angolul hazard) kerül alkalmazásra. Értékéből levezethető egy adott esemény (halálos baleset, radioaktív bomlás, árucikk eladása) bekövetkezésének a valószínűsége. A gyakorlatban rendszerek rendelkezésre állásának a vizsgálatakor, biztonsági besorolások minősítése kapcsán szokták alkalmazni. 
A kiesési valószínűséggel arányítható, hasonló kiesési illetve élettartammal kapcsolatok jellemzők: 

### Fürdőkád-görbe
A fürdőkád-görbe (angolul Bathtub curve) a FIT-rátával leírt rendszer idővel arányos változási jellemzője. Amikor a kiesési valószínűséget egy rendszer élettartalmának a figyelésére alkalmazzák, a kezdeti és végső (életciklus-végi) görbék a közép-időszakhoz képest jelentősen magasabbak (lásd a példát lent).  

### DFR, csökkenő kiesési valószínűség
A DFR (angolul decreasing failure rate) mérőszám a FIT-ráta idővel csökkenő jellegét (ennek dinamikáját) jellemzi.  

### Meghibásodások közt átlagosan eltelt idő
A meghibásodások közt átlagosan eltelt idő (angolul  mean time between failures) a kiesési valószínűséggel fordítottan arányos mértékegység (1/λ), a meghibásodások közt átlagosan eltelt időt jelöli.  További megkötés, hogy ezt a jellemzőt a javítható rendszerek esetén adják meg. Nem javítható rendszereket az MTTF-fel (angolul mean time to failure) szokás jellemezni. Az MTBF-et gyakran években szokás megadni – ennek a hivatalos neve AFR, lásd lent – ilyenkor a FIT és az MTBF közötti váltást a 8766-tal való osztással is ki kell egészíteni (óra per év):
MTBF = 109 / FIT (óra)
MTBF = 109 / FIT / 8766 (év) → ez az AFR

### AFR, átlagos élettartam évben megadva
Az AFR (angolul Annualized failure rate) az átlagos élettartam, vagy más néven a meghibásodások közt átlagosan eltelt idő években megadva. Sok esetben ezt is egyszerűen MTBF néven jellemzik.
AFR = 109 / FIT / 8766 (év)
AFR = MTBF / 8766 (év)

### MTTF, első meghibásodásig átlagosan eltelt idő
Az MTTF (angolul mean time to failure) a nem javítható rendszerek technikai jellemzője, számolása megegyezik az MTBF-fel. Fontos jelző az összetett rendszerek tervszerű megelőző karbantartásához.

### FIT kiszámolása AFR-ből, MTBF-ből
FIT = 109 / 8766 / AFR = 114.077 / AFR (λ, FIT)
FIT = 109 / MTBF (λ, FIT)

## A FIT-ráta gyakorlati számítása
A példa kedvéért 10.000 villanyégőt folyamatosan üzemeltetünk. A 19. nap végére 9.600 égő még mindig üzemel, és a kiesések száma stabilizálódik a kezdeti – jellemzően kiemelkedően magas – értékek után. Aznap 5 további égő is kiég, azaz ennek a napnak a kiesési rátája 5  / 9600 / 24 = 21,7 * 109 = 21.700 FIT.
Több elemből álló rendszereket az elemek összességének a FIT-rátája jellemez, ha bármely elem kiesése a rendszer működésképtelenségéhez vezet. Belső redundanciákkal rendelkező rendszerek esetén az alacsonyabb FIT-rátájú részrendszer kiesési valószínűségével kell számolni. 
Például az alábbi hardver elemek egy villogó lámpa alkatrészei. Bármelyiknek a kiesése a lámpa működésképtelenségéhez vezet:
- 20 ellenállás: 20 * 0,1 FIT
- 3 tranzisztor: 3 * 1 FIT
- 2 kondenzátor: 2 * 0,5 FIT
- 1 LED: 1*1,65 FIT
- 1 akkumulátor: 200 FIT

A FIT-ek összessége 207,65 FIT-et ad eredményként. Ez 549 év átlagos élettartamnak felel meg (MTBF = 109/FIT, AFR = 109 / 207,65 / 8766) Ez az érték csak abban az esetben igaz, ha a akkumulátort rendszeresen cserélik, ugyanis ezeknél eleinte alacsony a hibaarány, de az életkor növekedésével ez hirtelen megemelkedik.

## Fordítás
- Ez a szócikk részben vagy egészben  az   Ausfallrate című német Wikipédia-szócikk ezen változatának fordításán alapul.  Az eredeti cikk szerkesztőit annak laptörténete sorolja fel. Ez a jelzés csupán a megfogalmazás eredetét és a szerzői jogokat jelzi, nem szolgál a cikkben szereplő információk forrásmegjelöléseként.